# Postbursoplana minima
Postbursoplana minima är en plattmaskart som beskrevs av Ax 1955. Postbursoplana minima ingår i släktet Postbursoplana och familjen Otoplanidae. Inga underarter finns listade i Catalogue of Life.